# 純名里沙
純名 里沙（じゅんな りさ、1971年〈昭和46年〉3月15日 - ）は、日本の女優・声優・歌手。本名は中西 純子（なかにし じゅんこ）。元宝塚歌劇団花組トップ娘役。大阪府箕面市出身。

## 来歴・人物
中学校教諭の父母の家庭に生まれる。大阪府立東豊中高等学校2年次だった1988年3月に、宝塚音楽学校の入学試験に合格して入学した。
1990年、宝塚歌劇団に76期生の首席として入団した。『ベルサイユのばら』で初舞台を踏むと共に、抜群の歌唱力をかわれてフィナーレのエトワールに抜擢された[1]。その後雪組に配属となり、同期に樹里咲穂、月影瞳、彩輝なお、星奈優里、風花舞、寿つかさ、鈴奈沙也、高翔みず希、風早優、星野瞳などがいる。1991年に入団2年目で宝塚バウホール公演のオペレッタ『微笑みの国』でヒロイン、『華麗なるギャツビー』で新人公演初ヒロインに抜擢されるなど、一躍雪組娘役ホープとなる。当時の雪組男役スターの一路真輝と共にウィーン・フォルクスオーパー管弦楽団とウィーンでレコーディングし、オペレッタなどを唄ったCDを発売した。
歌劇団側の勧めでオーディションに臨んで選ばれ、1994年のNHK連続テレビ小説『ぴあの』で主演を務めた。「現役タカラジェンヌが初の朝ドラヒロインを務めた」として話題になった。ドラマ内で、持ち前のソプラノで童謡を歌い後半は主題歌も歌った。ドラマ出演のため約1年間休演する。宝塚歌劇団へ復帰後は花組へ異動し、1995年『エデンの東／ダンディズム!』より真矢みきの相手役として花組トップ娘役に就任した。1996年に『ハウ・トゥー・サクシード』を最後に退団した。
退団後はフリーの女優として舞台、テレビ、映画、CM等で活動した。2000年代初頭にはスターダストプロモーション、オフィス稲垣に所属した。
2002年に出演・主題歌を歌った香港映画『慌心假期／Midnight fly』（日本語題：『夜間飛行』）で台湾版アカデミー賞と呼ばれる金馬奨で最優秀主題歌（ベスト・オリジナル・フィルムソング）賞を受賞した。本作品も7部門にノミネートされ、助演女優賞にノミネートされた。
2007年には2ndアルバム「Misty Moon」（BMG JAPAN）をリリースした。歌手として、オーケストラ・アンサンブル金沢、東京シティ・フィルハーモニック管弦楽団、日本フィルハーモニー交響楽団など、多くのオーケストラと共演した。
2008年からNHKの語学アニメ番組『リトル・チャロ』シリーズ（NHK教育）で、声優としてチャロ役を演じた。
2011年、東日本大震災を期に、歌手活動により力を入れるべく方針を転換した。Choro Clubのギタリスト笹子重治のもとを自ら訪ね、規模を問わぬライブ活動を積極的に展開した。2015年にはビクターエンタテインメントより「Silent Love〜あなたを想う12の歌」を発表した。

## 主な活動

### 舞台

#### 宝塚歌劇団所属時代
初舞台・組廻り
- 1990年
  - 『ベルサイユのばら（フェルゼン編）』（花組）＊初舞台エトワールに大抜擢
  - 『アポロンの迷宮／ジーザス・ディアマンテ』（新聞売り子役／新人公演：リサ役（本役：万理沙ひとみ）

雪組所属時代
- 1991年
  - 『花幻抄／恋さわぎ／スイート・タイフーン』新人公演：少女役（本役：鮎ゆうき）
  - バウホール公演『微笑みの国』リーザ役 ＊バウ初ヒロイン
  - 『華麗なるギャツビー／ラバーズ・コンチェルト』ジュディ役／新人公演：デイジー（本役：鮎ゆうき）＊新人公演初ヒロイン
- 1992年
  - 『この恋は雲の涯まで』セトナ役
  - バウホール公演『ヴァレンチノ』アリス役
  - 『忠臣蔵〜花に散り雪に散り〜』おきく役／新人公演：阿久里、お蘭（本役：紫とも）
  - シアター・ドラマシティ公演『ジャンプ・フォー・ジョイ』マリア役
- 1993年
  - 『天国と地獄／TAKE OFF』ジェーン、オルタンス（二役）役／新人公演：アマンダ、エルミニ（二役）（本役：紫とも）
  - 『ブルボンの封印』アンリエット役／『コート・ダジュール』リーザ役

花組・花組トップ娘役時代
- 1995年
  - 『哀しみのコルドバ／メガ・ヴィジョン』アンフェリータ役
  - 『エデンの東／ダンディズム!』アブラ役 ＊お披露目公演
  - 全国ツアー『紅はこべ／メガ・ヴィジョン』マルグリート役
- 1996年
  - 『花は花なり／ハイペリオン』かすみ役
  - 『ハウ・トゥー・サクシード』ローズマリー役 ＊退団公演

#### 宝塚歌劇団退団後
- 1997年・1999年 レ・ミゼラブル（帝国劇場 / コゼット役）
- 1999年 地球ゴージャスプロデュース公演Vol.3 地図にない街―DOHENEKE‐HEKISHIN―
  - （東京:天王洲アイルアートスフィア 大阪:シアタードラマシティー / 砂原泉役）
- 2000年 細雪（帝国劇場、水谷幹夫演出 / 四女・妙子役）
- 2000年 地球ゴージャスプロデュース公演Vol.4 さくらのうた 〜幻の夏…忘れさられた小さな心たちへのレクイエム
  - （東京:Bunkamuraシアターコクーン 大阪:シアタードラマシティー / 東登美子役）
- 2001年 クリスマス・ボックス（青山劇場、栗山民也演出 / ケリー役）
- 2002年 LOVE LETTERS（パルコ劇場、青井陽治演出/ メリッサ役）
- 2003年 天使は瞳を閉じて
- 2003年 サタデー ナイト フィーバー：ザ ミュージカル（新宿コマ劇場）
- 2004年 KANSAI SUPER SHOW「アボルダージュ〜接舷攻撃〜」（日本武道館）[11]
- 2004年・2005年 nine the musical
- 2006年 信長（新橋演舞場・大阪松竹座 / 濃姫役）
- 2006年 ミー・アンド・マイガール（帝国劇場 / ジャッキー役）
- 2007年 ブルーストッキングの女たち（紀伊国屋ホール）
- 2007年 LOVE 30（北向きの女）（パルコ劇場 / ミサコ役）
- 2007年 みすゞとテルと母さまと（サントリーホール小ホール / 金子テル=金子みすゞ役）
- 2007年 異人の唄 - アンティゴネ（新国立劇場（中劇場） / メイ役）
- 2009年 令嬢と召使（赤坂レッドシアター）
- 2019年 トリッパー遊園地（新橋演舞場）
- 2022年 サラリーマンナイトフィーバー
- 2023年 サラリーマンナイトフィーバー（三越劇場）

### 映画
- 1999年 ウルトラマンティガ・ウルトラマンダイナ&ウルトラマンガイア 超時空の大決戦（先生役）※友情出演とクレジット
- 2001年 ショコキ!
- 2002年 慌心假期／Midnightfly（中国語版）（香港映画）
  - 第38回金馬奨（台湾）助演女優賞ノミネート
  - 第38回金馬奨（台湾）ベストオリジナルフィルムソング賞受賞（主題歌「風を感じて」）
- 2003年 明日をつくった男 田辺朔郎と琵琶湖疏水[12]
- 2006年 PETBOX 一億の猫
- 2009年 花婿は18歳

### テレビ
- 純な瞳に恋してる♪／番組パーソナリティー（読売テレビ）
- 2002年 NHK歌謡チャリティーコンサート／司会（NHK総合）
- 2007年 NHKかんさい特集／受け継がれる技とこころ 純名りさが訪ねる上方歌舞伎（NHK関西ローカル、2月16日）
- 2008年 生活ほっとモーニング／にっぽん体感こだわり旅 純名りささんと梅薫る早春の太宰府（NHK総合、2月14日）
- 2008年 第37回NHK歌謡チャリティーコンサート（NHK総合、4月29日）
- 2009年 日中共同制作 純名りさ 悠久の大河800キロの旅〜中国・桂林の絶景と大自然を守る人々〜（BS朝日、2月28日）
- 2012年 夢紀行南薩摩〜海と焼酎と恵比寿の詩〜（鹿児島放送）

### ドラマ
- 1994年 連続テレビ小説「ぴあの」（NHK総合、4月 - 10月） - 主演：桜井ぴあの 役（宝塚時代）
- 1997年 ラブジェネレーション（フジテレビ系列） - 水原さなえ 役
- 1998年 ラブ ジェネレーション'98－ハッピーエンドから始めよう!（フジテレビ系列、4月6日）
- 1998年 ひとりぼっちの君に - 白石あずさ 役（TBS系列）
- 1998年 世紀末の詩 第5話「車椅子の恋」（日本テレビ系列）
- 1999年 らせん - 安藤美和子 役（フジテレビ系列）
- 2000年 愛人の掟・あなたに逢いたくて - 高木由香 役（テレビ朝日系列）
- 2001年 悪意 - 日高初美 役（NHK総合）
- 2002年 金曜エンタテイメント 「女子アナ刑事 華麗なる財宝殺人」（フジテレビ系列、1月25日） - 広瀬珠枝 役
- 2002年 土曜ワイド劇場 （テレビ朝日系列）
  - 「おかしな二人2 能登金剛殺人慕情! 金沢・和倉温泉から消えた謎の女」（8月3日） - 古賀真紀 役
  - 「松本清張没後10年記念 黒の奔流 奥多摩強盗殺人」（9月28日） - 岡橋由基子 役
- 2002年 相棒 season1 第1話「警視総監室にダイナマイト男が乱入! 刑事が人質に!? 犯罪の影に女あり…」（テレビ朝日系列、10月9日） - 岩崎麗子 役
- 2003年 土曜ワイド劇場「火災調査官・紅蓮次郎2」（テレビ朝日系列、6月7日）
- 2003年 恋のエチュード 第14回「STORM」（BS日テレ、11月2日）
- 2003年 新春ドラマスペシャル 「白い影スペシャル〜その物語のはじまりと命の記憶〜」（TBS系列、1月2日）
- 2003年 新春ワイド時代劇 「忠臣蔵〜決断の時」（テレビ東京系列、1月3日） - おかる 役
- 2003年 高原へいらっしゃい（TBS系列）
- 2003年 女と愛とミステリー 「警視正・日丸教授の事件ノート1 よそ者〜悪い奴は眠らせない!」（テレビ東京系列、9月17日） - 藤山まゆみ巡査部長 役
- 2004年 水曜プレミア 「温泉へ行こうスペシャル〜世界で一番長い24時間〜」（TBS系列、11月10日） - 若女将・奈緒役  [13]
- 2005年 瑠璃の島（日本テレビ系列） - 仲間貴子役
  - 第1回 「沖縄の離島救った不良少女涙の感動実話」
  - 第8回 「親子の絆希望の叫び」
- 2005年 水曜ミステリー9「食い道楽!出張料理人 亀崎源一」（テレビ東京系列） - 吉岡翔子 役
- 2006年 夜王 第9話「悪魔のキス! No.1への鍵を握る女」（TBS系列）
- 2007年 金曜プレステージ 「所轄刑事3〜身近な罠！多発する万引き事件が連続殺人に…出来心が招く悲しい結末とは」（フジテレビ系列、3月16日）
- 2007年 土曜プレミアム 「千の風になって」ドラマSP第2弾 ゾウのはな子」（フジテレビ系列、8月4日）
- 2007年 マンハッタンダイアリーズ（GyaOネット配信）
- 2008年 水戸黄門第39部 第1話「青空、恋空、江戸の空 いざ旅立ち!」（TBS系列 10月13日） - 高尾太夫 役
- 2009年 かんさい特集 「おかんの逆襲〜我が家のリフォーム戦争〜」（NHK関西ローカル、7月31日／NHK総合、9月22日） - 主演・ 田中愛子 役[14]
- 2009年 刑事の現場2 第4話（NHK総合、8月1日）
- 2009年 華麗なるスパイ 第6話（日本テレビ系列、8月22日） - ナオミ・リー 役
- 2010年 夏子と天才詐欺師たち（朝日放送制作・テレビ朝日系列、8月14日） - 高杉喜和 役
- 2011年 土曜ワイド劇場「救急救命士・牧田さおり8」（テレビ朝日系列、8月27日） - 片岡梓 役

### CM
- 1994年 - 1995年 大和証券 ダイワMMファンド ※宝塚在籍時の出演。
- 1995年 - 1996年 サンスター Doクリア、ミネラル塩 ※同じく宝塚在籍時の出演。
- 1996年 - 1997年 大塚製薬 オロナインH軟膏 ※宝塚在籍時→退団後の出演。
- 2001年 - 2002年 大東建託 ※高嶋政宏と共演。

### ラジオ
- ありがとう先生! アナザーストーリー（TOKYO FM、2010年 - ） - ナレーター
- Jazz Avenue（InterFM897、2021年 7月- ） - 案内役

### 声の出演
- 2002年 アリーmyラブ 第5シーズン （ジェニー・ショウ役）※「純名りさ」名義
- 2003年 アストロボーイ・鉄腕アトム 第19話「ロボットボーイ」（西野エリカ役）
- 2008 - 2009年 リトル・チャロ（チャロ役）
- 2010年 リトル・チャロ2（チャロ役）
- 2011年 えいごで旅する リトル・チャロ（チャロ役）
- 2011年 青春アドベンチャー『小袖日記』香子（紫式部）役（NHK-FM）
- 2011年 FMシアター『サバイバーズ・ギルト わたしのいない街で』（田畑未来）役（NHK-FM）
- 2012年 リトル・チャロ〜東北編〜（チャロ役）
- 2013年 リトル・チャロ4 英語で歩くニューヨーク（チャロ役）
- 2014年 花は咲く 東北に咲く（チャロ役）
- 2018年 青春アドベンチャー『時砂の王』（卑弥呼役[15]）[16]

### 写真集
- 1996年 宝塚ムック 純名里沙写真集 Junna/Risa Junna Pictorial
- 1999年 Mignon（ミニョン）

### モデル
- 2003年 純名りさ・秋冬の手編み（ブティック社）

## 主な音楽活動

### CDリリース

#### 宝塚歌劇団関連
- 1991年 タカラジェンヌのクリスマス（アルバム、1曲参加）
- 1993年 タカラヅカ・ヤングクルセイダーズ（アルバム、1曲参加）
- 1993年 美わしのウィーンを歌う（アルバム／一路真輝・純名里沙）
- 1995年 すみれの花咲く頃／さよなら皆様（シングル／純名里沙・美々杏里）
- 1996年 ハウ・トゥー・サクシード／ぼくの力を信じてる（シングル／真矢みき・純名里沙）

#### シングル
- ぴーかぴか（1994年）※NHK連続テレビ小説『ぴあの』劇中歌
- プロポーズ（1995年）

#### アルバム
- Propose（1995年）
- Misty Moon（2007年）※「純名りさ」名義でのリリース
- Silent Love 〜あなたを想う12の歌〜（2015年）[17]
- う・た・が・た・り（2018年）
- Winter Iris 〜冬の虹〜（2023年）

#### 他アーティストとの協同
- 1994年 ぴあの（シングル／純名里沙 & JOE'S PROJECT） ＊NHK連続テレビ小説『ぴあの』主題歌（7月18日 - ）
- 2000年 逢いたくて逢いたくて逢いたくて（シングル／R.A.M.） ＊テレビ朝日系ドラマ『愛人の掟・あなたに逢いたくて』挿入歌

#### 企画アルバムへの参加
- 2009年 リトル・チャロ／ソング・ブック（企画アルバム）13曲中4曲担当

### コンサート
- 2001年 FIRST LIVE／南青山MANDALA
- 2004年 京都フィルハーモニー室内合奏団
- 2007年 ギンザめざましクラシックスvol.40
- 2007年 東京シティ・フィルPOPSコンサート2007
- 2007年 サントリーホール21周年記念ガラ・コンサート「響」
- 2009年 日本フィルハーモニー交響楽団 第185回サンデーコンサート
- 2011年 ほくでんバレンタイン・コンサート『純名里沙!オーケストラにきらめく〜巴里〜維納〜紐育 ミュージカル誕生物語』
- 2011年 荏原文化センター大ホール スニーカーで名画座へvol.2
- 2022年 Winter Concert 2022 大阪市中央公会堂
- 2022年 Winter Concert 2022 キリスト品川教会
- 2023年 Winter Iris〜リリース記念コンサート ハクジュホール
- 2024年 純名里沙 & 笹子重治 with Special Guest Pianist !! 〜晩夏のサウダージ〜　BAROOM
- 2024年 純名里沙 Winter Special Concert 2024 めぐろパーシモンホール
- 2025年 純名里沙 Birthday Special Live with 笹子重治 BAROOM